# Institut Linus-Pauling
 (septembre 2021).
Si vous disposez d'ouvrages ou d'articles de référence ou si vous connaissez des sites web de qualité traitant du thème abordé ici, merci de compléter l'article en donnant les références utiles à sa vérifiabilité et en les liant à la section « Notes et références ».
L'Institut Linus-Pauling a été déplacé à l'université d'État de l'Oregon en août 1996 après un accord obtenu entre l'université et l'Institut de science et de médecine Linus Pauling (situé auparavant à Palo Alto en Californie de 1973 à 1996). 
L'institut publie une lettre d'information avec des informations sur la recherche portant sur les micronutriments, sponsorise un prix — « Linus Pauling Institute Prize for Health Research » — et accueille des séminaires et des conférences.